# Augusto Inácio
Augusto Soares Inácio, plus couramment appelé Augusto Inácio, né le 1er février 1955 à Lisbonne (Portugal), était un défenseur international portugais de football.

## Carrière

### Joueur
- 1975-1982 : Sporting Portugal ( Portugal)
- 1982-1989 : FC Porto ( Portugal)

### Entraîneur
- 1990-1991 : Rio Ave ( Portugal)
- 1994-1996 : FC Porto (Entraîneur Adjoint) ( Portugal)
- 1996-1997 : FC Felgueiras ( Portugal)
- 1997-1999 : CS Marítimo ( Portugal)
- 1999-2001 : Sporting Portugal ( Portugal)
- 2001-2004 : Vitória Guimarães ( Portugal)
- 2004-2005 : CF Belenenses ( Portugal)
- 2005-2006 : SC Beira-Mar ( Portugal)
- 2006-2007 : Ionikos Le Pirée ( Grèce)
- 2007-2008 : Foolad Ahvaz ( Iran)
- 2008-2009 : Inter Luanda ( Angola)
- 2009-2010 : Naval 1º de Maio ( Portugal)
- 2010-fév. 2011 : Leixões SC ( Portugal)
- jan. 2012-2012 : Vaslui ( Roumanie)
- jan. 2013-2013 : Moreirense FC ( Portugal)
- nov. 2016-mars 2017 : Moreirense FC ( Portugal)
- avril 2017-juillet 2017 : Zamalek ( Égypte)
- juin 2018 - aujourd'hui:  Sporting Portugal ( Portugal)

## Palmarès

### Joueur
- Avec le Sporting Portugal :
  - Champion du Portugal en 1976 et 1982.
  - Vainqueur de la Coupe du Portugal en 1978 et 1982.
  - Vainqueur de la Supercoupe du Portugal en 1982.

- Avec le FC Porto :
  - Champion du Portugal en 1985, 1986 et 1988.
  - Vainqueur de la Ligue des champions de l'UEFA en 1987.
  - Vainqueur de la Supercoupe de l'UEFA en 1987.
  - Vainqueur de la Coupe intercontinentale en 1987.
  - Vainqueur de la Coupe du Portugal en 1984 et 1988.
  - Vainqueur de la Supercoupe du Portugal en 1983, 1984 et 1986.

### Entraîneur
- Avec le Sporting Portugal :
  - Champion du Portugal en 2000.
  - Vainqueur de la Supercoupe du Portugal en 2000.

- Avec Beira-Mar :
  - Champion du Portugal D2 en 2006.

- Avec Moreirense FC
  - Vainqueur de la Coupe de la Ligue en 2017.

## Quelques chiffres
- 25 sélections en équipe du Portugal entre 1976 et 1986.
- 325 matchs en Primeira Divisão.
- 6 buts en Primeira Divisão.